# Tenossinovite infecciosa
A tenossinovite infecciosa é uma infecção bacteriana na bainha do tendão . Os sintomas típicos, quando o tendão flexor de um dedo é afetado, incluem sensibilidade na área, dedo ligeiramente flexionado, dor ao esticar e inchaço de todo o dedo. A febre está presente em cerca de 20% dos casos. Outras áreas relativamente comumente afetadas incluem o pulso e o pé.
As infecções podem ocorrer após uma lesão, como um corte ou mordida, ou se espalhar de outras partes do corpo. Os riscos incluem diabetes e uso de drogas intravenosas . A bactéria mais comumente envolvida é Staphylococcus aureus; com outras prováveis incluindo Pseudomonas aeruginosa, Pasteurella multocida e gonococo . O diagnóstico geralmente é baseado no exame. A imagem digital pode apoiar o diagnóstico e descartar outras complicações.
A infecção dos tendões flexores da mão requer tratamento rápido. Os casos leves podem ser tratados com antibióticos intravenosos e imobilização; enquanto os casos mais graves também requerem cirurgia. Ocasionalmente é necessária a amputação. Cerca de 10% a 25% das pessoas apresentam alguma perda permanente de amplitude de movimento. Outras complicações podem incluir ruptura de tendão e dedo em gatilho .
A tenossinovite infecciosa é rara, ocorrendo em cerca de 2,5% a 9,5% das infecções das mãos. A apresentação clássica da condição foi descrita pela primeira vez em 1912 por Allen Kanavel. Ele também destaca a importância da drenagem cirúrgica como parte fundamental do tratamento.